# Parachtes loboi
Parachtes loboi là một loài nhện trong họ Dysderidae.
Loài này thuộc chi Parachtes. Parachtes loboi được miêu tả năm 2006 bởi Jiménez-Valverde, Barriga & Moreno.